# Bloodstock Open Air
Pour les articles homonymes, voir BOA.
Le Bloodstock Open Air (BOA) est un festival heavy metal qui a lieu tous les ans à Walton-on-Trent en Angleterre, depuis 2005. Il a accueilli des groupes comme Opeth (2008/2010), Children of Bodom (2005/2010), Nightwish (2008), Cradle of Filth (2009), Testament (2007/2012), Arch Enemy (2007/2009), Europe (2009), Twisted Sister (2010), Motörhead (2011), W.A.S.P. (2011), Alice Cooper (2012), ou encore Septicflesh en 2018.

## Histoire
Le Bloodstock Open Air est une extension de l'original Bloodstock (festival en salle, de 2001 à 2006, au Derby Assembly Rooms). En 2005 et 2006, ils ont lieu en parallèle. En 2006, Vince Brotheridge se sépare à l'amiable de Paul Gregory qui place ses filles Vicky et Rachael aux postes d'administrateurs, en 2007. « C'était une évidence pour moi car leur travail, leur talent et leur engagement depuis la création ont contribué à l'expansion du festival », explique-t-il.
Au début, ce festival n'a qu'une seule scène. Cette Main Stage s'appellera Ronnie James Dio Stage à la suite de sa mort en 2010. Le ticket deux jours coûte, pour cette première édition, 40£. Celui de 2013 est rendu à 100£ pour trois jours.
En 2006, une deuxième scène appelée The Unsigned Stage (la Scène des Non-Signés) est créée comme plateforme pour des groupes émergents qui veulent toucher un public plus large. Elle est renommée The New Blood Stage en 2010.

Le festival prenant de l'ampleur, une troisième scène apparaît en 2007, The Lava Stage. En 2009, elle s'appelle Sophie Lancaster Stage (du nom d'une gothique de 21 ans assassinée par cinq jeunes gens) puis, en 2010, devient, par son importance, la deuxième scène du festival.
Ensuite, les 4 DJs Of The Apocalypse s'y installent en résidents pour un karaoké Rock et Metal, de la fin des concerts au petit matin.

## Programmation

### BOA 2005
Les 24 et 25 juin.
| Main Stage                                                |                                                                                |
| Vendredi                                                  | Samedi                                                                         |
| Sebastian Bach Mostly Autumn Breed 77 Gotthard Panic Cell | Children of Bodom Paradise Lost Edguy Masterplan Evergrey Humanity Fourwaykill |

### BOA 2006
Les 14 et 15 juillet.
| Main Stage                                               | |
| Vendredi                                                 | Samedi |
| Edguy Metal Church Atheist Nocturnal Rites Rage Pyramaze | Stratovarius Turisas Bal-Sagoth Ensiferum Callenish Circle Gorilla Monsoon Season's End Ashtar 19th Century |

| Unsigned Stage                                              | |
| Vendredi                                                    | Samedi |
| Evile Kingsize Blues Headless Cross Pitiful Reign Nephwrack | Deadweight Sicfelt State Of Serenity Nekkrosis Kyrb Grinde Spitting Blood Beyond All Reason Isaiah Deadeye Solace Luna Pin Phat Jerusalem Cycle VI Black River Project |

### BOA 2007
Les 16, 17 et 18 août.
| Main Stage                                                      | | |
| Jeudi                                                           | Vendredi                                                                                                | Samedi |
| Testament Firewind Head On Kiuas Sight of Emptiness Chris Slade | Lacuna Coil Dark Tranquillity Nevermore Epica Korpiklaani Memfis Wolf Scar Symmetry Voodoo Six Exploder | In Flames Arch Enemy Sabbat Dream Evil Finntroll Legion of the Damned Benediction Freedom Call Rise to Addiction Beyond All Reason |

| Unsigned Stage | | |
| Jeudi          | Vendredi | Samedi |
| Relâche …      | Hexagram Idiom King Lizard Sinocence Forever Never Cerebral Fix Timefall Enemo J The Aftermath Life Denied Omen Mindflow | Terrathorn Axis of Evil Exit Ten Trigger 9 Honey for Christ Nemhain Speed Theory Nephwrack Sinnergod The Hollow Earth Theory The Apostacy Kobrakai Hanging Doll |

| Lava Stage |                   |                          |
| Jeudi      | Vendredi          | Samedi                   |
| Beholder   | Zenith Blindsight | Rollin' Thunder Headrush |

### BOA 2008

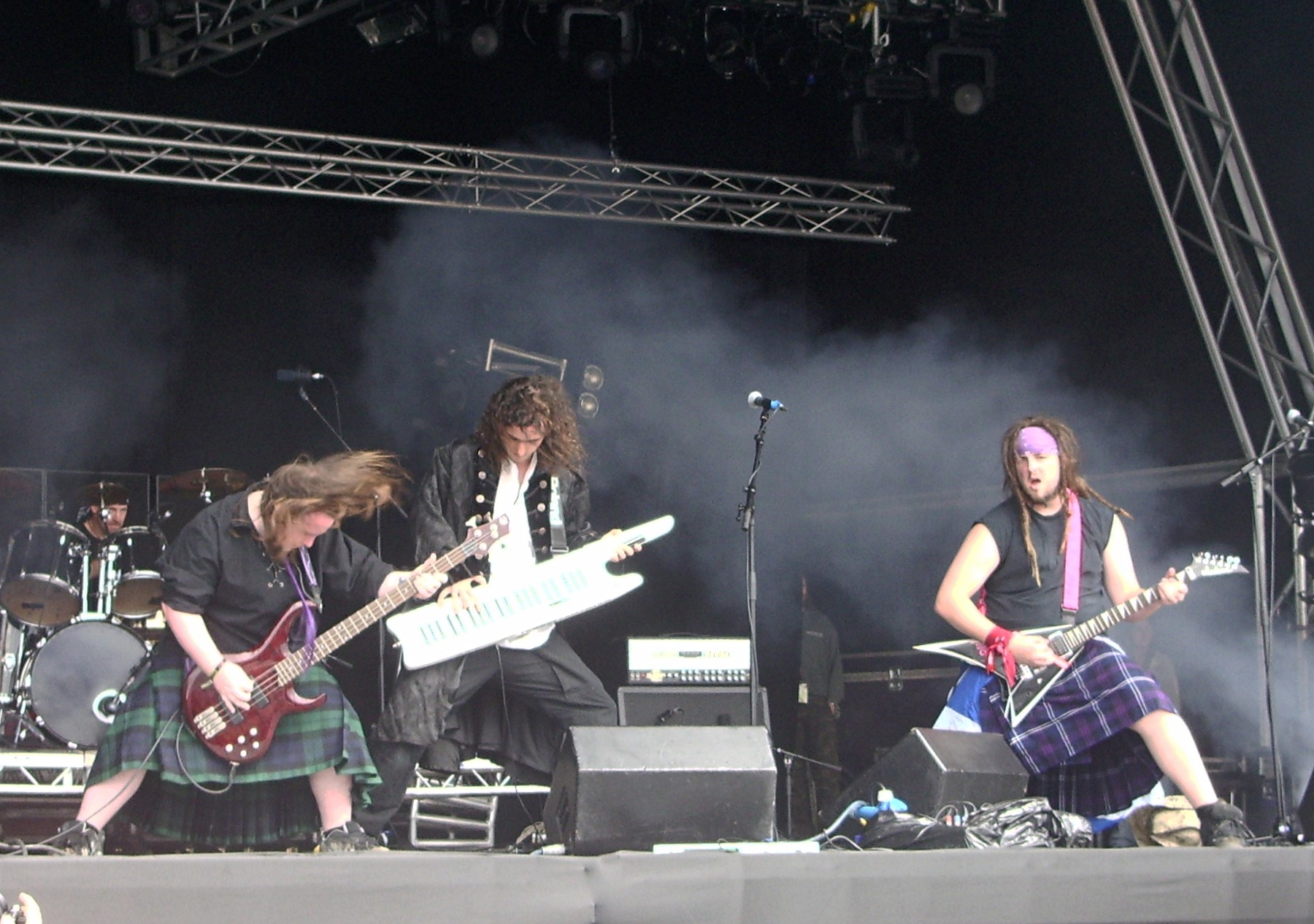
Alestorm, Bloodstock Open Air 2008

Les 14, 15, 16 et 17 août.
| Main Stage                                                                                      | | |
| Vendredi                                                                                        | Samedi | Dimanche |
| Opeth Helloween Soulfly Primal Fear Destruction Akercocke Týr Praying Mantis Evile Saint Deamon | Dimmu Borgir Iced Earth Soilwork Napalm Death Moonsorrow Communic Swallow The Sun Eluveitie Rise to Remain Cloudscape Evil Scarecrow | Nightwish At the Gates Overkill As I Lay Dying Kataklysm Mob Rules Grand Magus Alestorm Heaven's BasementCrowning Glory Heaven's Basement |

| Scuzz Stage | | |
| Vendredi | Samedi | Dimanche |
| From The Ashes Sorcerer's Spell The Dead Lay Waiting Anger Management Firebrand Super Rock Son Of Science Obsessive Compulsive Hospital Of Death Broken Faith A470 Deadfilmstar | The Berzerker RSJ Metalloid Concept Of Time Hellfighter Keltic Jihad The Defiled Blood Island Raiders The Dirty Youth Mantra Empyreal Destroyer Witchsorrow Denounce 9 Days Down | Tesseract Silent Descent Musta Talvi Ted Maul Raven's Creed Necrosadistic Goat Torture Celtic Legacy Ravenage Serotonal De Profundis Blasphemous Creation Cursed As Angels |

| Lava Stage                  |                                          |                                  |                                                         |
| Jeudi                       | Vendredi                                 | Samedi                           | Dimanche                                                |
| Conquest Of Steel Bungle Jr | The Inbreds Invasion Outcryfire Pro-jekt | Sondura Fury UK Seven Years Dead | Liquid Sky Adam Bomb Breedapart Heaven's Gate Esoterica |

### BOA 2009

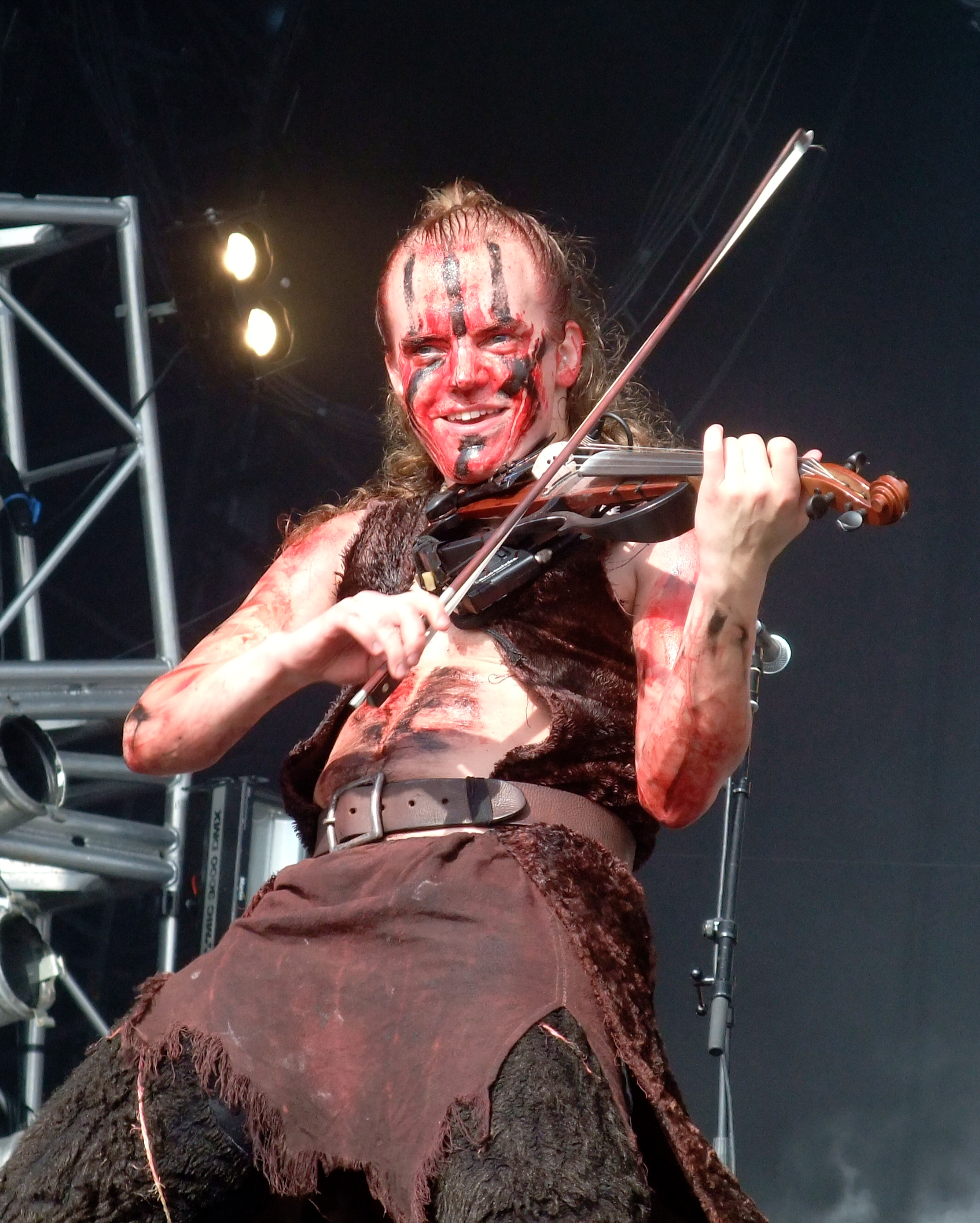
Olli Vänskä, du groupe Turisas, Bloodstock Open Air 2009

Au Catton Hall, les 14, 15 et 16 août.
| Main Stage | |                                                                                                 |
| Vendredi | Samedi | Dimanche                                                                                        |
| Carcass Arch Enemy Saxon Sodom Katatonia Municipal Waste Die Apokalyptischen Reiter Insomnium Million Dollar Reload Blitzkrieg | Cradle of Filth Blind Guardian Apocalyptica Kreator Enslaved Candlemass Entombed The Haunted Wolf Battlelore Uncle Rotter | Europe Satyricon Amon Amarth Moonspell Turisas Anathema Equilibrium Girlschool Sabaton Beholder |

| Unsigned Stage | | |
| Vendredi | Samedi | Dimanche |
| Vallenbrosa The Green River Project Gods of Hellfire Blindfolds Aside Alternative Carpark Snakebite Divine Chaos Left To Bleed Bloodshot Dawn Bisonhammer Ventflow | The Saw Doctors Severed Heaven Hunted Solsikk O.M.T Inner Eden Sanctorum Internal Conflict Switchblade Scream Niyah Sky Nefarious They Will Rise | Nya Into The Woods Nightmare World Biomortal Sower Primitive Graven Image Long Time Dead Triaxis Annwn Agonyst Eibon la Furies |

| Sophie Lancaster Stage          |                                    |                                               |
| Vendredi                        | Samedi                             | Dimanche                                      |
| Pythia Malefice Godsized Xerath | The Rotted Abgott Arthemis Celesty | Eden's Curse Tribe Darkness Dynamite Anterior |

### BOA 2010
10e anniversaire. Les 12, 13,14 et 15 août.
| Ronnie James Dio Stage                                                                                  | | |
| Vendredi                                                                                                | Samedi | Dimanche |
| Opeth Meshuggah Sonata Arctica Gorgoroth Cathedral Ensiferum Rage Ross the Boss Black Spiders Snakebite | Children of Bodom Fear Factory The Devin Townsend Project Amorphis Obituary Edguy Onslaught Evile Leaves' Eyes Andromeda | Twisted Sister Cannibal Corpse Bloodbath Gojira Gwar Korpiklaani Doro Holy Moses Suffocation Bonded by Blood |

| Sophie Lancaster Stage        |                                       |                                               |                                                                          |
| Jeudi                         | Vendredi                              | Samedi                                        | Dimanche                                                                 |
| Desecration Hospital of Death | Powerwolf Enforcer Steelwing Collapse | Sylosis Benediction Regardless Of Me Mordecai | Killing Machine Winterfylleth Witchsorrow The Prophecy Purified In Blood |

| New Blood Stage | | |
| Vendredi | Samedi | Dimanche                                                                                               |
| Arceye Credit To Dementia Shrapnel Splintered Soul Senturia Tempestora Morgue Orgy Grieve Betraeus Lordaeron Under Blackened Skies | The Whores Reism Chaos Asylum Silas Flayed Disciple AGHAST! Lithurgy Zocalo Achren Echoes Fall Burn The Hive | Furyon Core Project Orestea Stone Circle Mutant Extreme Od Ishmael Traces Hekz Neonfly Old Corpse Road |

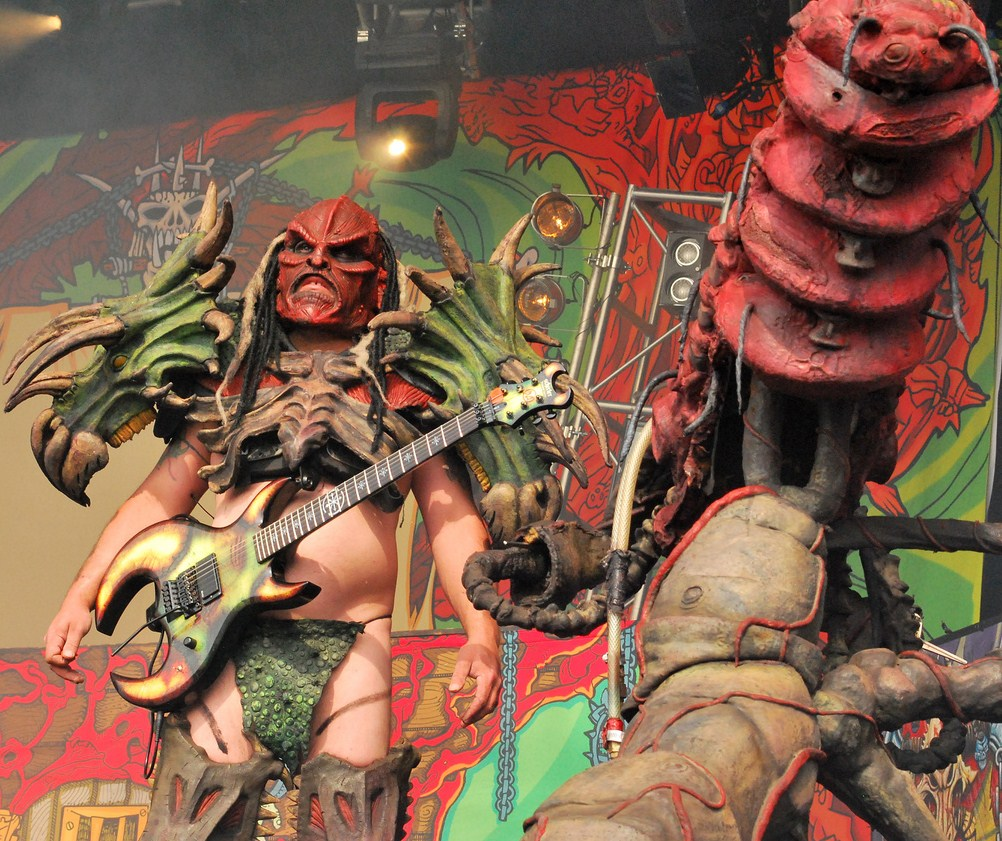
Gwar, Bloodstock Open Air 2010

- Heaven and Hell prévu en tête d'affiche du dimanche s'est désisté à cause des problèmes de santé de Ronnie James Dio[7].
  - Peu de temps après, Ronnie James Dio décède et la Main Stage est renommée "Ronnie James Dio Stage" en son hommage[8].
  - Twisted Sister est déplacé du vendredi au samedi pour remplacer Heaven and Hell et Opeth passe en tête d'affiche du vendredi.
- Dream Evil était confirmé pour la Main Stage le vendredi mais se désiste pour des raisons personnelles[9].
- Behemoth était confirmé pour la Main Stage le vendredi mais se désiste à cause de l'hospitalisation du leader Adam "Nergal" Darski[10]. Cathedral a été annoncé pour le remplacer.
- La Sophie Lancaster Stage est agrandie et devient la seconde scène du BOA. Elle peut donc accueillir des groupes plus importants et plus connus ainsi que les DJ, le karaoké, des projections audiovisuelles etc.

### BOA 2011
Au Catton Hall, les 12, 13 et 14 août 2011.
| Ronnie James Dio Stage                                                                               |                                                                                               |                                                                                         |
| Vendredi                                                                                             | Samedi                                                                                        | Dimanche                                                                                |
| W.A.S.P. The Devin Townsend Project Kreator Coroner Triptykon Poisonblack Forbidden Wolf The Defiled | Immortal Rhapsody of Fire Therion Wintersun Ihsahn Finntroll Tarot Grave Digger Skeletonwitch | Motörhead Morbid Angel At The Gates Exodus Hammerfall Napalm Death Primordial 1349 Hell |

| Sophie Lancaster Stage                                  |                                                                                         | | |
| Jeudi                                                   | Vendredi                                                                                | Samedi | Dimanche |
| Steve Hughes Jason Rouse Beholder Revoker Xerath Achren | Lawnmower Deth October File Byfrost Arthemis Romeo Must Die Cerebral Bore Imicus Mortad | Keith Platt Steve Hill Angel Witch The Rotted Deadly Circus Fire Hammer of the Gods Def-Con-One Blake Dripback | Steve Hughes Jason Rouse Criminal Amaranthe Power Quest Survivors Zero Hellish Outcast Nemhain Evil Scarecrow Grand Ultra |

| New Blood Stage | | |
| Vendredi | Samedi | Dimanche |
| Brezno Training Icarus Cryostorm Decimation The Furious Horde Saturnian Rannoch Primitai Entro-P Inner Fire Shreddertron Unknown Fear | Intensive Square Haerken Pure Negative Hostile Rising Furyborn Foul Body Autopsy Impaled Existence Uburen Bury The Conscious Soulsphere Zombie Militia Bludvera | Lifer Achilla Talanas Northern Oak Sanguine Twilight's Embrace Sacred Illusion Akarusa Yami Spires Visitor Wolfcrusher Candid Iniquity |

| Jägermeister Stage                                            |                                                                                       |                                                             |
| Vendredi                                                      | Samedi                                                                                | Dimanche                                                    |
| Primitai Alternative Carpark Rannoch Spires Foul Body Autopsy | Northern Oak Obsessive Compulsive Guardians of Andromeda Fantasist Avenge Thee & Name | The Last In Line Pig Iron Inferno Operation Error Amaranthe |

- Nevermore était prévu sur la Ronnie James Dio Stage mais a été supprimé de l'affiche en juillet sans explication officielle.
- Primevil était prévu sur la Sophie Lancaster Stage mais a été supprimé de l'affiche en juillet sans explication officielle.

### BOA 2012
Au Catton Hall, les 16, 17, 18 et 19 août 2012 (date décalée à cause des Jeux olympiques de Londres). Ce changement n'a jamais été officiellement expliqué.
| Ronnie James Dio Stage                                                                          |                                                                                       | |
| Vendredi                                                                                        | Samedi                                                                                | Dimanche |
| Behemoth Watain Dio Disciples Sepultura Iced Earth Moonsorrow Grand Magus Freedom Call Malefice | Machine Head Testament Hatebreed Sanctuary Mayhem Crowbar Chthonic I AM I Benediction | Alice Cooper Dimmu Borgir Paradise Lost Anvil Evile The Black Dahlia Murder Nile Corrosion of Conformity Kobra and the Lotus |

| Sophie Lancaster Stage                           | | | |
| Jeudi                                            | Vendredi | Samedi | Dimanche |
| Viking Skull Marionette Bloodshot Dawn Saturnian | Dirty Sanchez Alcest Eastern Front Pythia Death Valley Knights Derision Sweet Savage Primitai Gonoreas Commander in Chief | Orange Goblin Sight of Emptiness Witchsorrow Winterfylleth Furyon Rising Dream Infernal Tenebra Dripback Savage Messiah Splintered Soul | Anaal Nathrakh Headcharger Demonic Resurrection Nociferia Ancient Ascendant Crimes of Passion Battalion Flayed Disciple Re-Armed |

| New Blood Stage | | |
| Vendredi | Samedi | Dimanche |
| Fallen Fate Infernal Creation Kataleptic Scare Tactics Killer Hurts Exile The Traitor My Wooden Pillow Cambion Krepuskul Warhorse Waking Theo Control The Storm InComa | Gone Til Winter Doomed Reflection in Exile Cosmic Vortex Of Doom Tempus Fusion Bull Riff Stampede Wretched Soul Sublime Eyes Father The Conflict Within Stormborn Merciless Fail Apollyon | Airstryke Blynd Incinery Shattered Skies A Thousand Enemies Huron Reign of Fury Dreamcatcher Hakin Sa-da-kO Aethara From Ruin Seprevation |

| Jägermeister Stage                                    |                                                   |                                                                                 |
| Vendredi                                              | Samedi                                            | Dimanche                                                                        |
| Absolva Dave McPherson Andraste Dakesis Skarlett Riot | I Am I Dreamcatcher Kyrbgrinder Triaxis From Ruin | The Mercy House Kobra and the Lotus Orianthi Splintered Soul A Thousand Enemies |

- Lock Up était prévu sur la Ronnie James Dio Stage le vendredi mais a annulé à cause de problèmes logistiques. Confirmation sur le Twitter du BOA.
- Deicide était prévu sur la Ronnie James Dio Stage le dimanche mais a annulé toute sa tournée européenne, dont le Bloodstock. Evile a été déplacé de la Sophie Lancaster Stage vers la Ronnie James Dio Stage.
- Anthrax est annoncé en tête d'affiche de 2013 devant Machine Head.

### BOA 2013
Au Catton Hall, les 8, 9, 10 et 11 août. Sont confirmés, pour l'instant :
| Ronnie James Dio Stage.                                                             |                                                                                     |                                                                                  |
| Vendredi                                                                            | Samedi                                                                              | Dimanche                                                                         |
| King Diamond Accept Voivod Municipal Waste Dark Funeral Firewind Ex Deo Death Angel | Lamb of God Avantasia Sabaton Kataklysm Hell 3 Inches of Blood Dying Fetus Beholder | Slayer Anthrax DevilDriver Exodus Amorphis Fozzy Belphegor Whitechapel Gama Bomb |

| Sophie Lancaster Stage |                                                                         |                                                                                    |                                                |
| Jeudi                  | Vendredi                                                                | Samedi                                                                             | Dimanche                                       |
| Pritchard vs Dainton   | Scar Symmetry Xentrix Xerath Cypher 16 Skiltron The Prophecy Bloodbound | Last In Line Power Quest Mael Mordha Scarab Vanderbuyst Batraeus The Way Of Purity | Wolfsbane Gormathon Evil Scarecrow RSJ Grifter |

| New Blood Stage                                     |                                                                         |                                                                 |
| Vendredi                                            | Samedi                                                                  | Dimanche                                                        |
| Fahran Karybdis Left Unscarred Prosperina Rezinwolf | The Infernal Sea Dishonour The Crown XII Boar Diesel King Mask of Judas | Amulet Merciless Terror Bound By Exile Negligence Fury Kremated |

| Jägermeister Stage |        |          |
| Vendredi           | Samedi | Dimanche |
|                    |        |          |